# Туркин, Василий Тимофеевич
 Василий Тимофеевич Туркин — советский военный деятель, генерал-лейтенант, начальник Череповецкого высшего военного командного училища связи.

## Биография

### Начальная биография
Василий Тимофеевич Туркин родился 6 июня 1921 года в селе Мазурки Песковского района Воронежской области.
В 1939 году был призван на воинскую службу службу в РККА.

### В Великую Отечественную войну
В Великую Отечественную войну с первых дней воевал на Западном, Северо-Западном и 2-м Украинском фронте в должности командира отдельной телеграфной строительной роты. Принимал участие в освобождении населенных пунктов Правобережной Украины, в боях был дважды контужен. Принимал участие в боевых действиях по взятию Вены и Будапешта.
В 1945 году был направлен на Дальний Восток, где командовал 592-й отдельной телеграфно-строительной ротой, обеспечивавшей связь командования Забайкальского фронта.

### В послевоенные годы
После окончания войны капитан Туркин В. Т. продолжал службу в армии на различных командных и штабных должностях.
С 1964 по 1974 год был начальником Череповецкого высшего военного командного училища связи
В 1983 году вышел в отставку.
Умер в 2015 году года в Москве, захоронен на Троекуровском кладбище

## Воинские звания
- Генерал — майор войск связи (7.05.1966)
- Генерал — лейтенант войск связи (27.10.1977)
- Генерал — лейтенант (26.04.1984)

## Награды
- Орден Александра Невского (1945)
- Орден Красного Знамени, (1968)
- два Орден Отечественной войны I степени (1945, 1985)
- Орден Отечественной войны I степени (1944)
- Два Ордена Красной Звезды; (1945,1955)
- Две Медали «За боевые заслуги» (1950)
- Медаль «За победу над Германией в Великой Отечественной войне 1941—1945 гг.» (1945);
- Медаль «За победу над Японией» (1945)
- Медаль «За взятие Вены» (1945)
- Медаль «За взятие Будапешта» (1945)[3]
- Медаль «25 лет освобождения Румынии»[4]
- Медаль «Братство по оружию» ПНР.
- Медаль «30 лет освобождения Чехословакии Советской Армией»
- Медаль «За укрепление дружбы по оружию» II степени — серебро[5]
- Медаль «30 лет Победы над милитаристской Японией»[6]
- Медаль «50 лет Монгольской Народной Армии»
- Орден «За боевые заслуги» (Монголия)